# STS-51
إس تي إس-51 (بالإنجليزية: STS-51)‏ الرحلة السابعة والخمسون ضمن برنامج مكوك الفضاء لوكالة ناسا، والرحلة السابعة عشر على متن مكوك الفضاء ديسكفري، انطلقت الرحلة في 12 سبتمبر 1993 من مركز كينيدي للفضاء ، وهبطت بتاريخ 22 سبتمبر في مركز كينيدي للفضاء أيضاً، بعد عشرة أيام مكثتها الرحلة في الفضاء، من أهداف الرحلة تقيم أدوات مرصد هابل الفضائي من خلال السير في الفضاء، تم كذلك التقاط صور مهمة للفضاء، بلغ عدد الرواد المشاركين في الرحلة خمسة رواد.